# 王一亭
王 一亭（おう いってい）は、清末民初に活躍した実業家・書画家・銀行家・政治家である。上海を中心に活動した実業家・銀行家として著名である一方、中国同盟会にも参加した革命派の人物である。また、画家としても優れた業績を残し、仏教徒としての活動も顕著であった。名は震だが、字の一亭で知られる。法名は覚器。号は梅花館主・海雲楼主・白龍山人。

## 事績

### 上海商業会での台頭と中国同盟会への参加
13歳の時に、上海の慎余銭荘で徒弟となり、業務の合間に広方言館で外国語を学んだ。その後、商業界で着実に地歩を固め、海運業務の商店・天与号で経理にまで昇進した。
1906年（光緒32年）に王一亭は上海予備立憲公会会董となり、翌年には、日清汽船上海支店でコンプラドール（買弁）となった。その後も日商大阪郵船のコンプラドール、さらには三井洋行が所有する上海製造絹糸社社長も務めている。このほかにも多方面に投資活動を行い、1909年（宣統元年）に滬南商務総会総理に選出された。同年、上海商務総会議董、上海自治公所に任ぜられ、上海の地方自治事務に取り組んでいる。
1910年（宣統2年）、王一亭は中国同盟会に加入し、同盟会上海分会機関財務科科長となる。さらに機関紙『民立報』の創刊を支援するなど同盟会への資金援助を展開した。武昌起義（辛亥革命）が勃発すると、王も陳其美らの蜂起に参加し、さらに商団を革命派に付かせる工作に従事している。上海軍政府が成立すると、交通部部長や農業部部長を歴任した。

### 民国成立後の活動
1912年（民国1年）4月、王一亭は黄興らと南京で拓殖学校を創設した。翌年、第二革命（二次革命）で革命派が敗北すると、王一亭はイギリス租界に逃れ、絵画に没頭している。1915年（民国4年）、中国商業儲蓄銀行董事として復帰し、1917年（民国6年）に同行董事長に昇進した。
1925年（民国14年）夏、王一亭は、逝去した孫文（孫中山）を葬る中山陵の図案選定顧問を務めた。1927年（民国16年）冬、国民政府中央救災準備金保管委員会委員長となり、さらに振務委員会常務委員などに任ぜられている。1932年（民国21年）1月には、国難会議に招聘された。1937年（民国26年）に第二次上海事変が勃発すると香港へ逃れたが、まもなく上海に戻っている。1938年（民国27年）11月13日、上海で死去。享年72（満70歳）。

### 画家・仏教徒としての業績
学徒の時代から書画熱が高じ、この頃に任頤に就いて絵を学ぶ。山水画は呉鎮に師法した。人物画・花鳥画・仏画に優れ晩年にはほとんど毎日仏像を画いた。呉昌碩とは師友となって親しく交わった。また、上海昌明芸術専科学校校長にも任命されている。
1929年（民国18年）6月、王一亭は太虚大師と上海で中国仏教会を設立し、王一亭も同会の執行委員兼常務委員に任ぜられた。以後も仏教学出版社の理事長、世界仏教居士林の副林長、林長を歴任している。売画によって得られた所得の大部分は慈善事業に寄付した。梓園を建てそこに広く名画を蒐集したが、後に散逸した。著書に『白龍山人詩稿』・『王一亭書画集』がある。